# San Carlos Point
San Carlos Point är en udde i Antarktis. Den ligger i Västantarktis. Argentina, Chile och Storbritannien gör anspråk på området.
Terrängen inåt land är huvudsakligen kuperad, men den allra närmaste omgivningen är platt. Havet är nära San Carlos Point åt nordväst. Trakten är glest befolkad. Närmaste befolkade plats är Mendel Polar Station, 8,4 kilometer öster om San Carlos Point. 